# Altarskrank

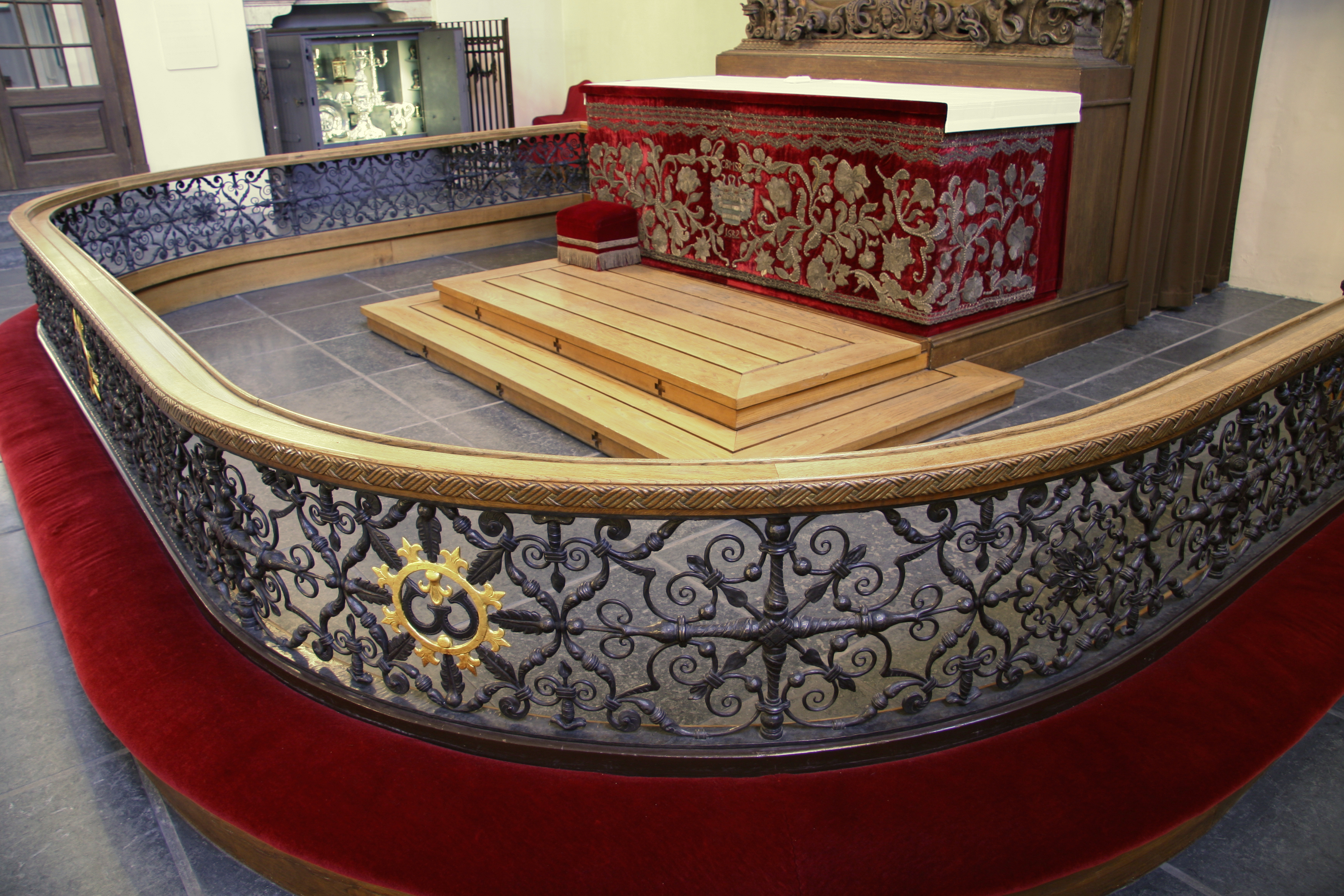
Altarskrank i Holmens Kirke i Köpenhamn

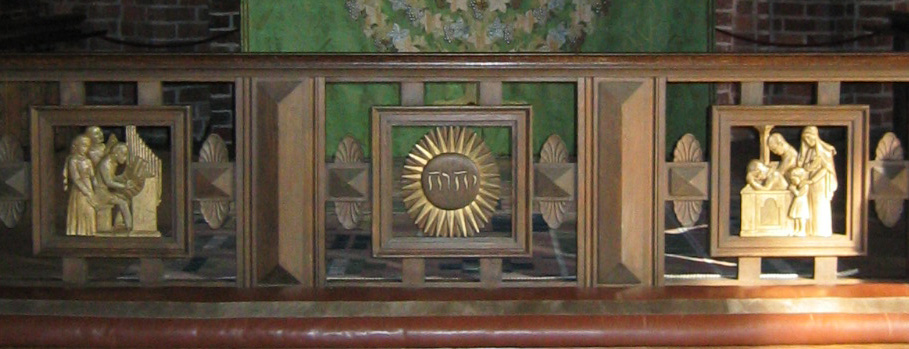
Altarskrank i S:ta Maria kyrka i Helsingborg

Ett altarskrank är ett räcke som avgränsar området framför altaret i en kyrka. Beroende på utformning kallas det även ibland altarring, altarrund eller (ålderdomligt) altardisk. På räckets utsida finns vanligtvis ett knäfall utformat som en låg stoppad något lutande bänk. Under mässan kan församlingen knäfalla där för att motta nattvarden.